# Petrouchka
 (novembre 2021).
Si vous disposez d'ouvrages ou d'articles de référence ou si vous connaissez des sites web de qualité traitant du thème abordé ici, merci de compléter l'article en donnant les références utiles à sa vérifiabilité et en les liant à la section « Notes et références ».
Pour l’article homonyme, voir Petrouchka (marionnette).

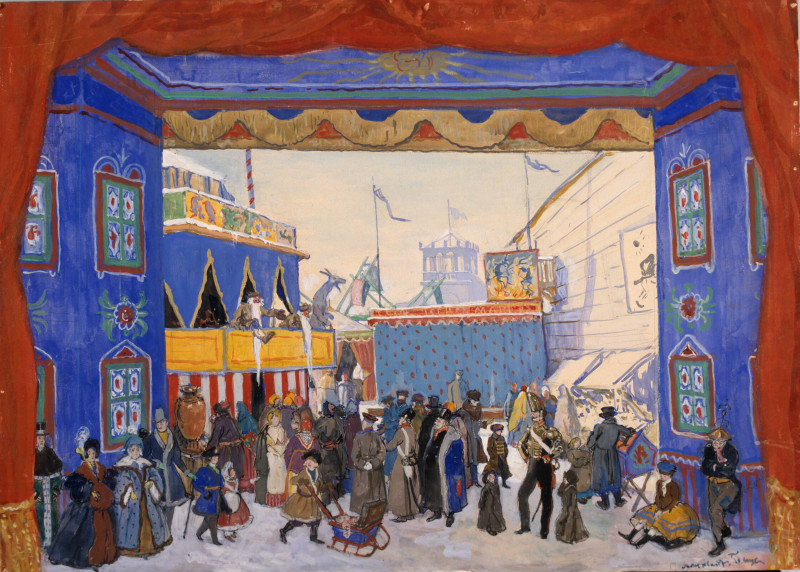
Décor pour la production originale de Petrouchka en 1911 par Alexandre Benois.

Petrouchka (en russe Петрушка), sous-titré Scènes burlesques en quatre tableaux, est un ballet dont la musique a été composée par Igor Stravinsky en 1910-1911. Le livret a été conçu par Alexandre Benois et Igor Stravinsky.
Petrouchka a été créé le 13 juin 1911 au théâtre du Châtelet à Paris par les Ballets russes sur une chorégraphie de Michel Fokine et sous la direction de Pierre Monteux. Alexandre Benois en était le directeur artistique ainsi que le créateur des décors et des costumes.
Il s'agit du deuxième ballet d'Igor Stravinsky, après L'Oiseau de feu en 1910. Il est suivi du Sacre du printemps en 1913.

## Historique

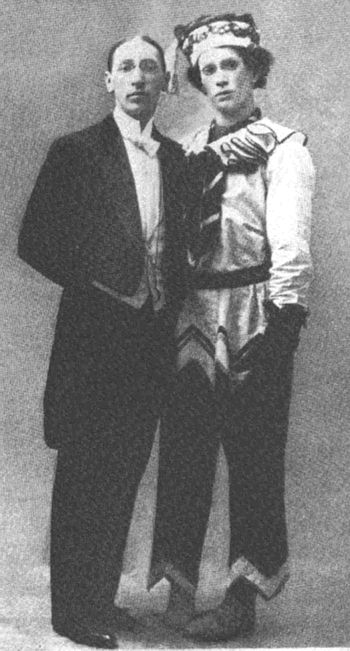
Stravinsky et Nijinski en 1911.

Après le succès de L'Oiseau de feu, au début de l'été 1910, Stravinsky se rend à La Baule où il compose ses Deux poèmes de Paul Verlaine. Puis il se rend à Lausanne où vit son second fils. Lorsque Serge de Diaghilev lui rend visite à l'automne 1910, Stravinsky lui parle d'une composition pour piano et orchestre dont le premier mouvement est déjà terminé. Boucourechliev raconte : 
Il a nommé cette pièce Petrouchka. Avec l'aide de Diaghilev, Stravinsky élabore un récit pour un prodigieux ballet. À la fin de décembre 1910, le compositeur a déjà terminé les deux premières scènes et se rend à Saint-Pétersbourg pour montrer sa musique au chorégraphe Michel Fokine et au décorateur Alexandre Benois, également coauteur du livret et créateur des costumes. Il ne remettra plus les pieds en Russie pendant les cinquante années suivantes.
La première représentation de Petrouchka, qui eut lieu à Paris au Théâtre du Châtelet le 13 juin 1911 avec Pierre Monteux à la tête de l'orchestre, fut un triomphe. Vaslav Nijinski dansait le rôle de Petrouchka alors que Tamara Karsavina faisait celui de la ballerine. Stravinsky révisa l'œuvre en 1947 puis de nouveau en 1965. La version la plus fréquemment jouée et enregistrée reste toutefois celle de 1947. L'orchestre qu'elle utilise est un peu plus petit que celui de la version originale, les bois étant groupés par trois au lieu de quatre.
Stravinsky emploie plusieurs airs populaires au cours de la partition, dont La jambe en bois, (grand succès de Dranem en 1909). Il ne pensait pas que cette chanson pût être sous copyright, ce qui était pourtant le cas. Les ayants-droit d'Émile Spencer, mort en 1921, se signalèrent en 1932 et obtinrent une partie des redevances pour chaque représentation, droits qui se sont transmis à leurs descendants.

## Argument
L'œuvre relate le début d'une fête de mardi gras (en russe Maslenitsa) qui est une fête populaire, celle du carnaval, où règnent la joie et l'amusement. Elle précède de quelques jours le recueillement du Carême orthodoxe, dont elle est en quelque sorte l'annonce.
L'orchestration et les rythmes aux changements rapides illustrent parfaitement la hâte et les mouvements de la fête. Un joueur d'orgue de Barbarie et une danseuse amusent la foule. Les tambours annoncent l'arrivée d'un vieux mage qui capte l'attention de tout le monde. Le rideau s'ouvre alors pour laisser apparaître la curiosité, accompagnée de trois marionnettes : Petrouchka (personnage masculin), une ballerine et un Maure. Le vieux mage joue de la flûte pour user de son pouvoir magique. Il donne vie aux trois poupées, qui se mettent à s'animer et s'agitent en une danse russe, devant la foule ébahie.
Le deuxième tableau se déroule chez Petrouchka. Les murs y sont très sombres, décorés de quelques étoiles, d'une lune en croissant, et d'un portrait du vieux mage fronçant les sourcils. La poupée l'attend devant sa chambre, mais un bruit soudain annonce l'arrivée de son maître qui le projette d'un coup de pied dans sa cellule. Petrouchka mène une vie morne et solitaire derrière ses barreaux. Son seul réconfort, il le trouve dans l'amour qu'il porte à la poupée ballerine. Le portrait du vieux mage suffit à lui seul à rappeler à Petrouchka qu'il n'est qu'une marionnette et qu'il se doit de rester docile et humble. Même si Petrouchka n'est qu'une marionnette, il n'en a pas moins des sentiments humains, comprenant aussi bien l'amour qu'il éprouve pour la ballerine que l'amertume envers le vieux mage. La ballerine entre en scène et Petrouchka tente de lui révéler son amour, mais il est aussitôt rejeté par elle, qui qualifie tout cela de pathétique. Elle préfère la frivolité avec le Maure, ce qui anéantit le passionné Petrouchka.
Le troisième tableau se déroule chez le Maure. Il vit une vie nettement plus affriolante dans sa chambre décorée de toutes parts. Installé dans son salon, il joue avec une noix de coco. Les couleurs qui émanent de la pièce inspirent la joie et la fête : le rouge, le vert et le bleu. Le Maure préfère la joie de sa chambre plutôt que d'aller consoler le pauvre Petrouchka. C'est alors que la ballerine est placée dans la chambre du Maure par le magicien, et elle entame une danse chatoyante dans le but de séduire le Maure, qui la rejoint dans sa danse. Petrouchka broyant du noir dans sa cellule est emporté dans celle du Maure par le mage, pour interrompre la séduction de la ballerine. Petrouchka se met alors à attaquer le Maure, mais il réalise qu'il est trop petit et bien trop faible pour faire face à son rival. Il finit par se faire chasser par le Maure.
Le quatrième et dernier tableau se déroule à nouveau pendant la fête du mardi gras, où une série de scènes apparaissent puis disparaissent rapidement. L'orchestre se transforme en véritable fanfare, jouant une suite de danses. Arrive ensuite un paysan et son ours dansant, suivis d'un marchand, de Bohémiens et de personnalités diverses. Après que la foule et la fête s'installent, un cri surgit du stand de marionnettes. Le Maure poursuit Petrouchka avec son sabre de bois et le tue. Le Maure devient alors la métaphore de l'indifférence aux sentiments humains. La police questionne le vieux mage, qui cherche à calmer l'ardeur de la foule consternée, en secouant les restes de paille et de sciure de Petrouchka, pour rappeler à tout le monde que ce n'était qu'une poupée sans âme, à la tête de bois. La nuit tombe et la foule se disperse, tandis que le mage s'en va, emportant avec lui le corps mou de Petrouchka. Le fantôme de la poupée Petrouchka apparaît sur le toit du stand de marionnettes. Ses pleurs ressemblent maintenant à des cris de colère. Maintenant que la place est vide, le vieux mage aperçoit avec frayeur le fantôme de Petrouchka, et s'enfuit apeuré. La scène se termine et laisse le spectateur juger de ce qui fut réel ou non.
- Tableau 1 : La foire du mardi gras
  - Introduction (À la foire du Mardi-Gras)
  - La cabine du charlatan
  - Danse russe
- Tableau 2 : Chez Petrouchka
- Tableau 3 : Chez le Maure
  - Chez le Maure
  - Danse de la ballerine
  - Valse de la ballerine et du Maure
- Tableau 4 : La foire du mardi gras (la nuit)
  - Danse des Nourrices
  - Le Paysan et son ours dansant
  - Le Joyeux négociant et deux Bohémiennes
  - Danse des personnalités et de leurs suivants
  - Les Artistes de théâtre
  - Le Combat entre le Maure et Petrouchka
  - Mort de Petrouchka
  - Vision du fantôme de Petrouchka

## Analyse
L'œuvre est caractérisée par l' « accord Petrouchka (en) » : il est composé de deux quartes augmentées, renfermant le terrible triton (écart de trois tons entre deux notes, tel qu'entre do et fa dièse), intervalle très redouté dans la musique précédant Stravinsky. Cet accord est caractéristique du personnage principal, il est joué à sa venue, illustrant tout son caractère de malaise et de surnaturel. Stravinsky affectionnait cette structure harmonique, ainsi que, parmi d'autres, l'intervalle diminué ou l'utilisation d'une échelle de 8 notes par octave (gamme enchaînant les secondes mineures et les secondes majeures, la gamme diminuée du jazz), au lieu de 7.
L'un des thèmes du quatrième tableau est issu d'une chanson russe populaire qui a également été reprise dans le dernier mouvement de la Première symphonie (1874) de Sergueï Taneïev, directeur du conservatoire de Moscou et enseignant respecté. Il est possible que cette citation soit un hommage à ce dernier. On retrouve également ce thème dans La Chanson du Contre-plan de Dmitri Chostakovitch, dans une version qui a connu également un succès populaire avec « Au devant de la vie ».

### Orchestration
Le ballet est écrit pour un orchestre symphonique de grande dimension. Voici l'instrumentation de la version originale de 1911.
| Instrumentation de Petrouchka |
| Bois |
| 4 Flûtes (dont 2 prennent le Piccolo) 4 Hautbois (dont 1 prend le Cor anglais) 4 Clarinettes en Sib et La (dont 1 prend la Clarinette basse en Sib) 4 Bassons (dont 1 prend le Contrebasson) |
| Cuivres |
| 4 Cors en Fa 2 Trompettes en Sib et La 2 Cornets à pistons en Sib et La 3 Trombones 1 Tuba                                                                                                   |
| Percussions |
| Célesta (avec un passage à 4 mains) Glockenspiel Timbales Xylophone Cymbales frappées et suspendue Grosse caisse Tambour de basque Tambour militaire Tam-tam Triangle                        |
| Cordes |
| Piano 2 Harpes Premiers violons Seconds violons Altos Violoncelles Contrebasses |

## La suite de concert et les arrangements

### La suite
Stravinsky n'a jamais composé de suite à proprement parler pour Petrouchka. Contrairement à L'Oiseau de feu qui est constitué de dix-neuf « numéros » plus ou moins distants et séparables et dont il a tiré pas moins de trois suites, Petrouchka n'en contient pas réellement, excepté peut-être la Danse russe du premier tableau. Cependant, Stravinsky a indiqué des coupures dans la partition pour une durée légèrement réduite. Cette « suite », si on peut l'appeler ainsi, contient tout des premier et deuxième tableaux, mais élimine le troisième. Il garde le quatrième tableau presque intact, ne retirant que la conclusion, la mort de Petrouchka.
Tout comme le ballet, Stravinsky révisa la « suite », originellement composée en 1911, en 1947, pour un orchestre plus réduit. C'est cette seconde version qui est la plus jouée.
Aujourd'hui, Petrouchka est plus souvent donné en version de concert que représenté chorégraphiquement.

### Transcription pour piano
À la demande d'Arthur Rubinstein, Stravinsky fit une transcription de Petrouchka pour piano en 1921, sous le titre Trois Mouvements de Petrouchka. Elle reste une des pièces de piano les plus virtuoses du siècle. Stravinsky lui-même n'avait pas la technique nécessaire à la main gauche et ne pouvait pas jouer sa composition. Les mouvements sont :
1. Danse russe
2. Chez Petrouchka
3. La Semaine grasse

### Danse russe
En 1932, Stravinsky arrangea la Danse russe du premier tableau pour violon et piano pour Samuel Dushkin.

## Galerie

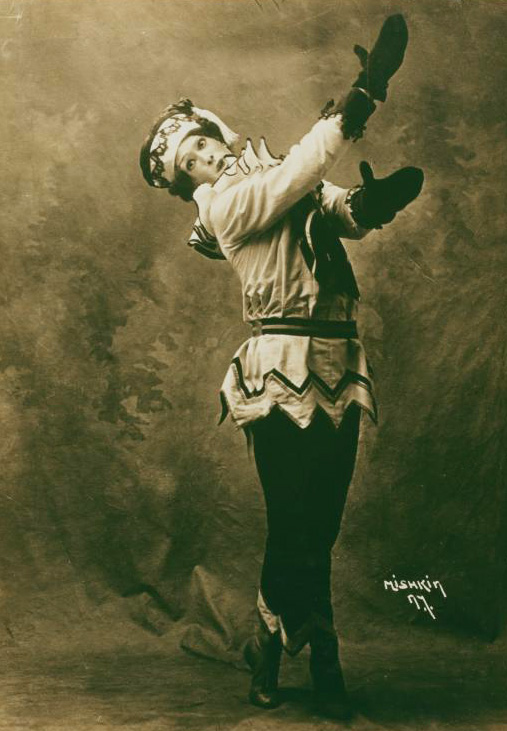
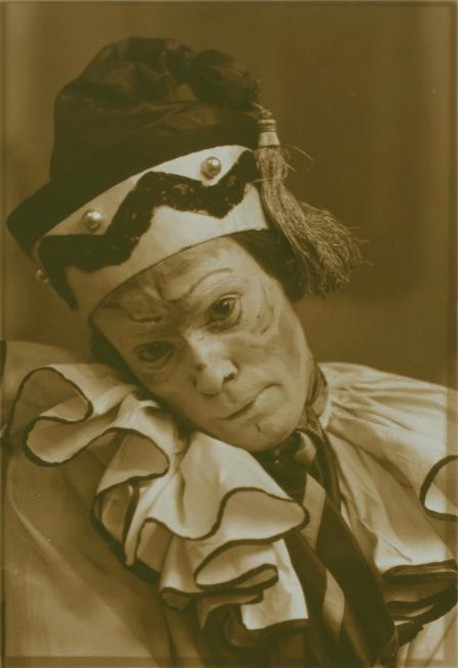
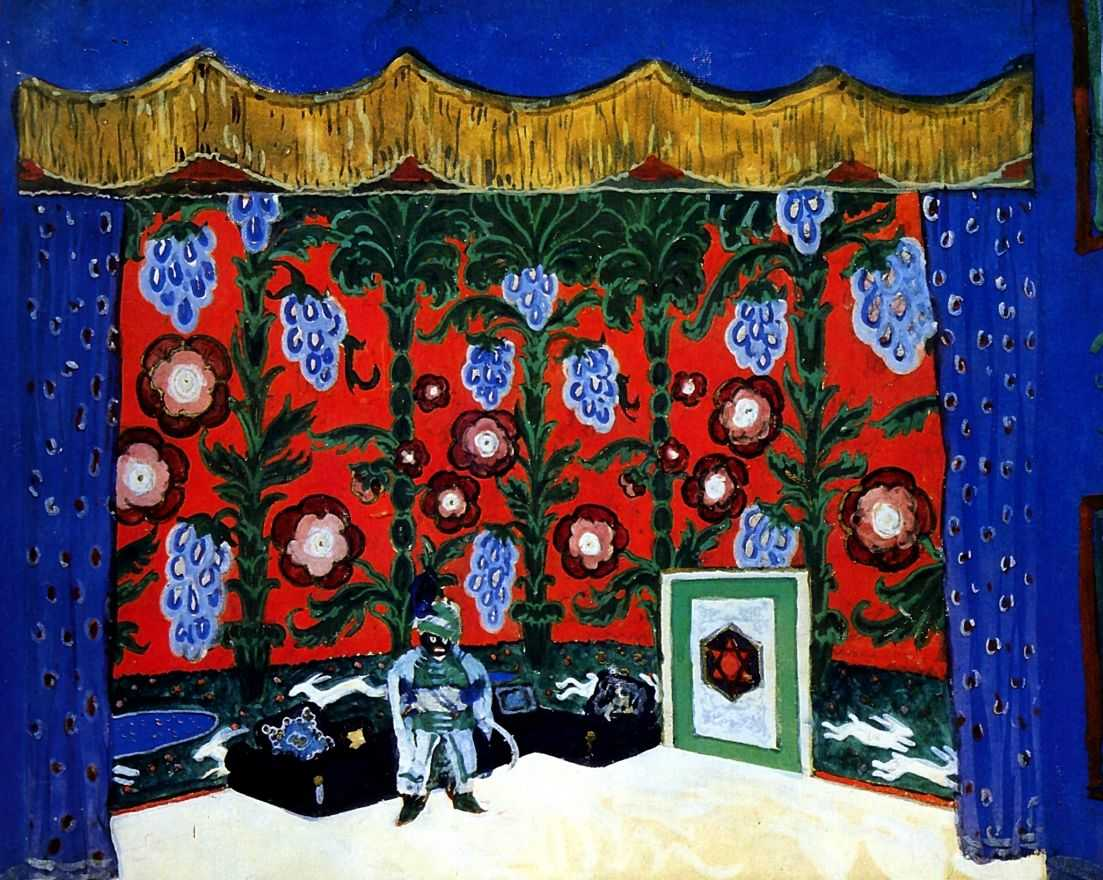
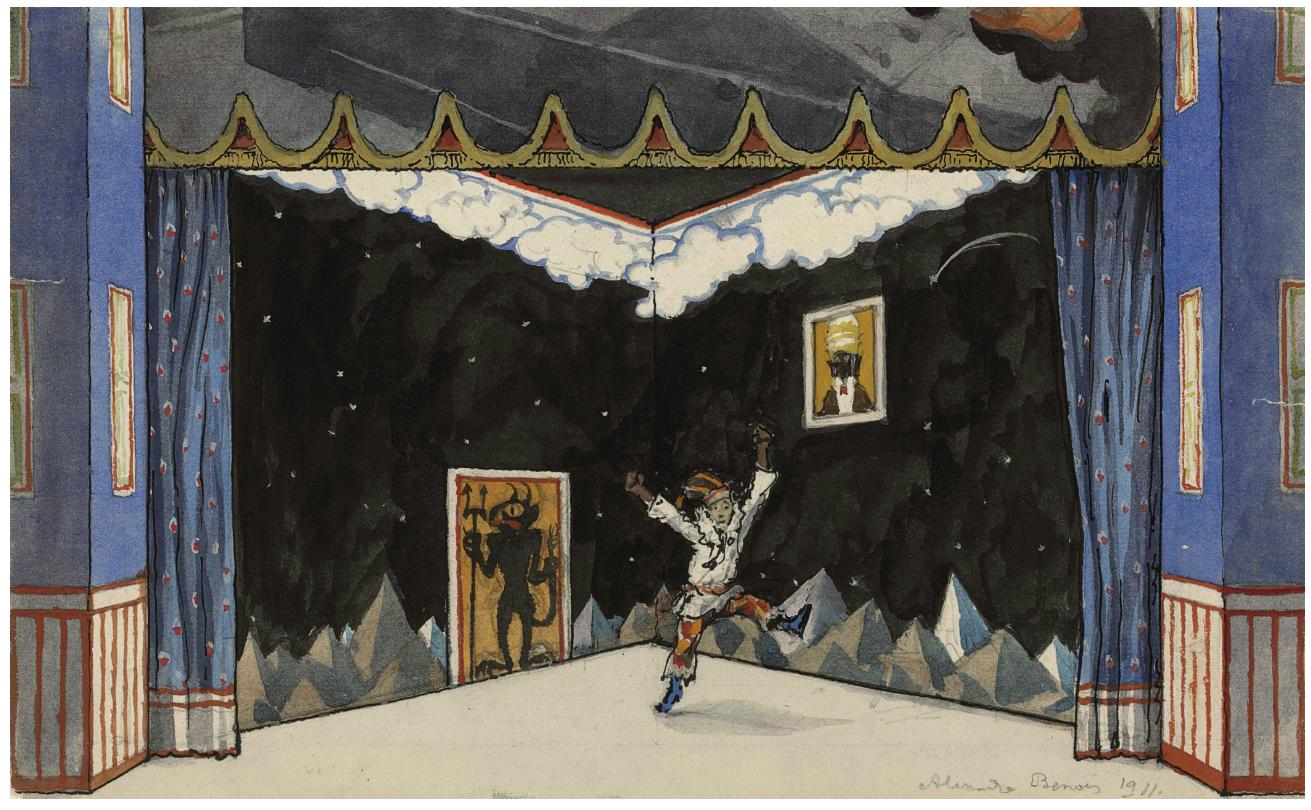
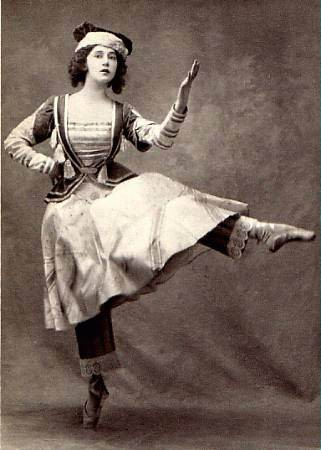

## Discographie
- Direction Stravinsky, enregistrement de 1960 avec l'Orchestre symphonique Colombia que l'on retrouve dans l'intégrale sur Sony Classical. Il a également enregistré la suite la même année et avec le même orchestre.
- Direction Karel Ančerl, version enregistrée en mars 1962 avec l'Orchestre philharmonique tchèque.
- Direction Pierre Boulez, Petrouchka (version 1911), Orchestre Philharmonique de New York, CBS 1971 et Le Sacre du printemps (version 1947), Orchestre de Cleveland, CBS 1969.
- Direction Robert Craft, Petrouchka (version de 1947), Orchestre Philharmonia, 1997, Naxos.
- Direction Ernest Ansermet, Orchestre de la Suisse romande, Decca 1957.
- Direction Charles Dutoit, Orchestre symphonique de Montréal, Decca.
- Direction Riccardo Chailly, Decca 1995.
- Direction Mariss Jansons, Orchestre royal du Concertgebow d'Amsterdam, RCO Live.
- Direction François-Xavier Roth, Les Siècles, 2014, Musicales Actes Sud.

## Trois mouvements de Petrouchka(transcription Stravinsky)
- Marcelle Meyer (coffret EMI, enregistrements de 1925 à 1957).
- Maurizio Pollini (Deutsche Gramophon).